# Kia Cee'd
La Kia Cee'd è un modello di autovettura costruito dalla casa automobilistica Kia Motors, appartenente al segmento delle compatte a due volumi tre o cinque porte. È disponibile anche in versione familiare, denominata Sporty Wagon. Dal 2007 è in commercio anche la versione sportiva a tre porte Pro Cee'd, e dal 2019 la versione crossover XCeed.

## Prima serie (2006-2012)
La Kia Cee'd è stata disegnata nel nuovo centro stile della Kia a Rüsselsheim, in Germania e prodotta nello stabilimento di Žilina, in Slovacchia. Per questo motivo il nome è composto dalla sigla CE, che indica la provenienza europea del prodotto ed ED che sta per European Design. La pronuncia del nome è uguale alla parola inglese "seed", seme.

### Allestimenti
Ci sono tre livelli di allestimenti: LX, EX, TX; quest'ultimo dispone anche di sedili misto pelle, pneumatici Michelin 225/45 con cerchi in lega da 17" e sensori di parcheggio posteriori ma non è presente sulle 1.4.
LX è il modello base; il TX quello di livello più elevato.

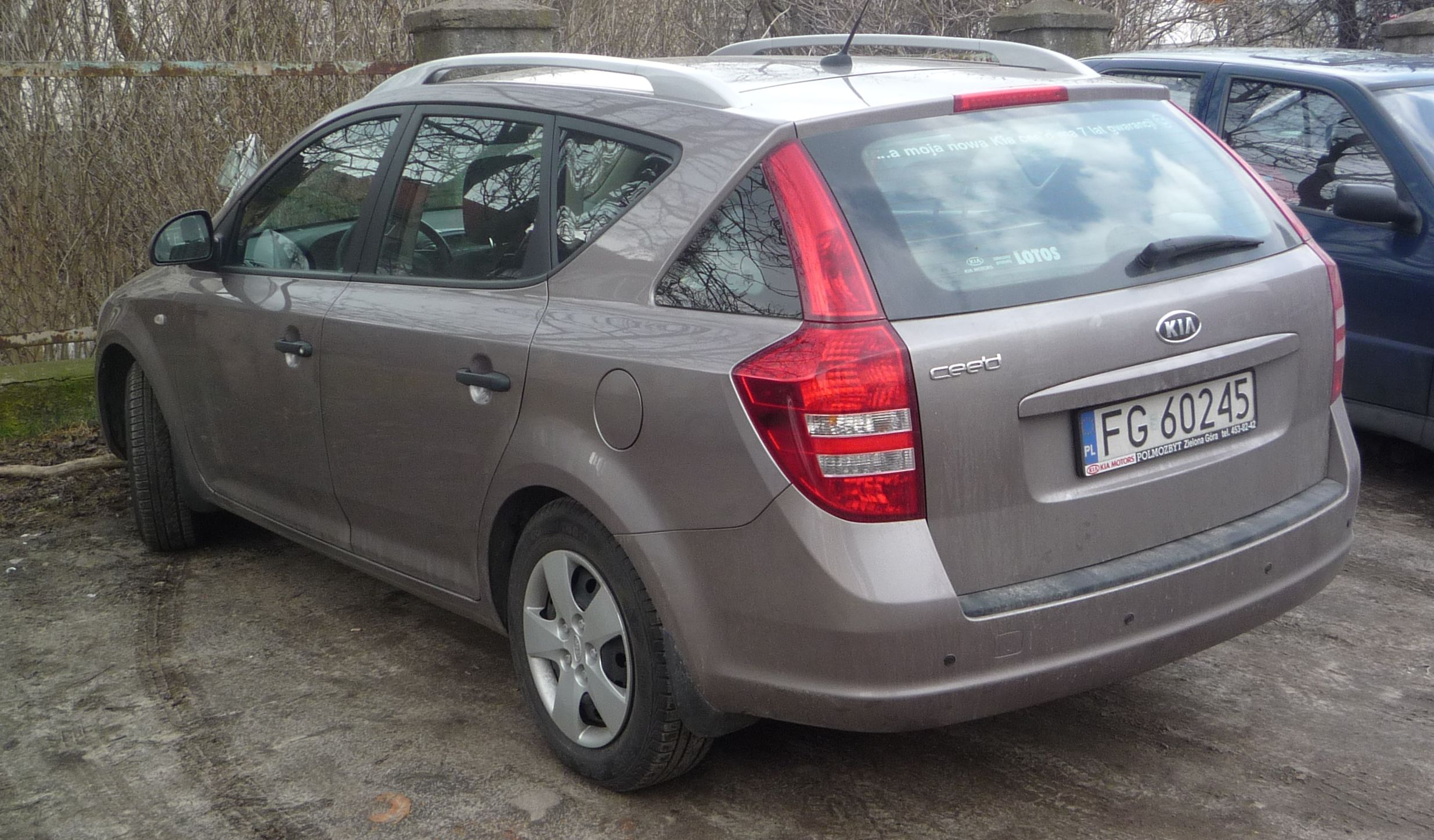
Una Kia Cee'd ED Sporty Wagon

Tutte le versioni hanno di serie sei airbag, poggiatesta anteriori attivi (per evitare eventuali colpi di frusta durante gli incidenti) e tutti e 5 sono regolabili in altezza, pretensionatori, ESP, TSC (controllo elettronico della trazione), ABS con EBD (Ripartitore di frenata elettronico) e con BAS (Assistenza alla frenata d'emergenza), e inoltre la struttura dell'abitacolo è rinforzata.
Sottoposta al crash test dell'Euro NCAP ha ottenuto 34 punti su 37 quindi si è aggiudicata la valutazione di 5 stelle.
Al momento dell'uscita sul mercato la garanzia è una delle più estese in assoluto (in Europa la più duratura di sempre): sette anni o 150.000 km per il gruppo motopropulsore e cinque anni per l'intero veicolo.
Nel 2009 in Italia è stata commercializzata anche una versione bi-fuel benzina-GPL omologata dalla casa costruttrice. L'impianto GPL è stato appositamente progettato e realizzato da BRC prima dell'omologazione. Le automobili così immatricolate hanno potuto usufruire degli incentivi statali del 2009 per auto ad alimentazione GPL.

### Altri modelli

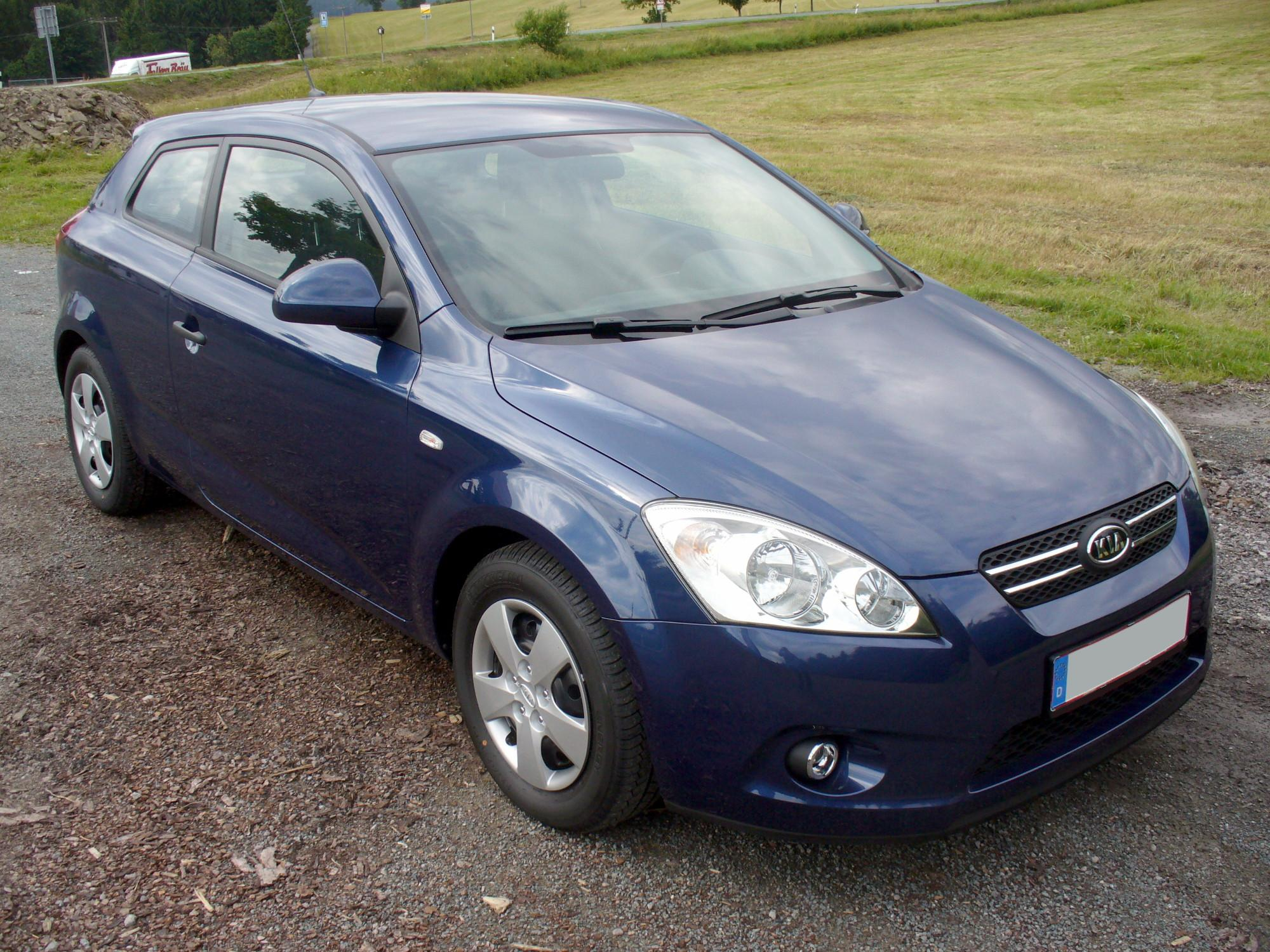
Una Kia Pro-Cee'd ED

Kia Pro-Cee'd: è la versione sportiva della Kia Cee'd, con carrozzeria solo a 3 porte e retro rinnovato. La concept car è apparsa la prima volta al Salone di Parigi del 2006. Si differenzia dal modello normale, oltre che per le tre porte, anche per assetto ribassato, lunghezza maggiore di 5 cm, altezza minore di 5 cm. Le foto ufficiali sono state diffuse tra luglio e agosto 2007, prima quella del frontale e poi quella del posteriore.
Il modello di serie è lungo 4250 mm, largo 1790 mm e alto 1450 mm.
Kia Cee'd Sporty Wagon: è la versione familiare della Cee'd; l'altezza è di 153 cm e la lunghezza di 447 cm; è l'unica versione che dispone del 2.0CRDi da 140 cv, in abbinamento con l'allestimento più ricco: TX. La capacità di carico dichiarata è di 534 dm³ con sedili posteriori alzati e di 1664 dm³ con i sedili reclinati.
Inoltre la Cee'd è sviluppata sullo stesso pianale della Hyundai i30.

### Motori e prestazioni
| Modello          | Tipo    | Potenza (kW/CV) | Coppia (Nm)         | Accelerazione 0-100 km/h (s) | Velocità massima (km/h) | Consumo medio (l/100 km) |
| 1.4 i            | benzina | 80/109          | 137 a 5000 giri/min | 11,6                         | 187                     | 6,1                      |
| 1.6 i            | benzina | 90/122          | 154 a 4200 giri/min | 11,4                         | 192                     | 7,0                      |
| 2.0 i            | benzina | 105/143         | 186 a 4600 giri/min | 10,4                         | 205                     |                          |
| 1.6 CRDi VGT 90  | diesel  | 66/90           | 235 a 1750 giri/min | 13,8                         | 172                     | 4,7                      |
| 1.6 CRDi VGT 110 | diesel  | 85/115          | 255 a 1900 giri/min | 11,5                         | 188                     | 4,7                      |
| 2.0 CRDi VGT 140 | diesel  | 103/140         | 305 a 1800 giri/min | 10,5                         | 205                     | 5,8                      |

## Seconda serie (2012-2018)

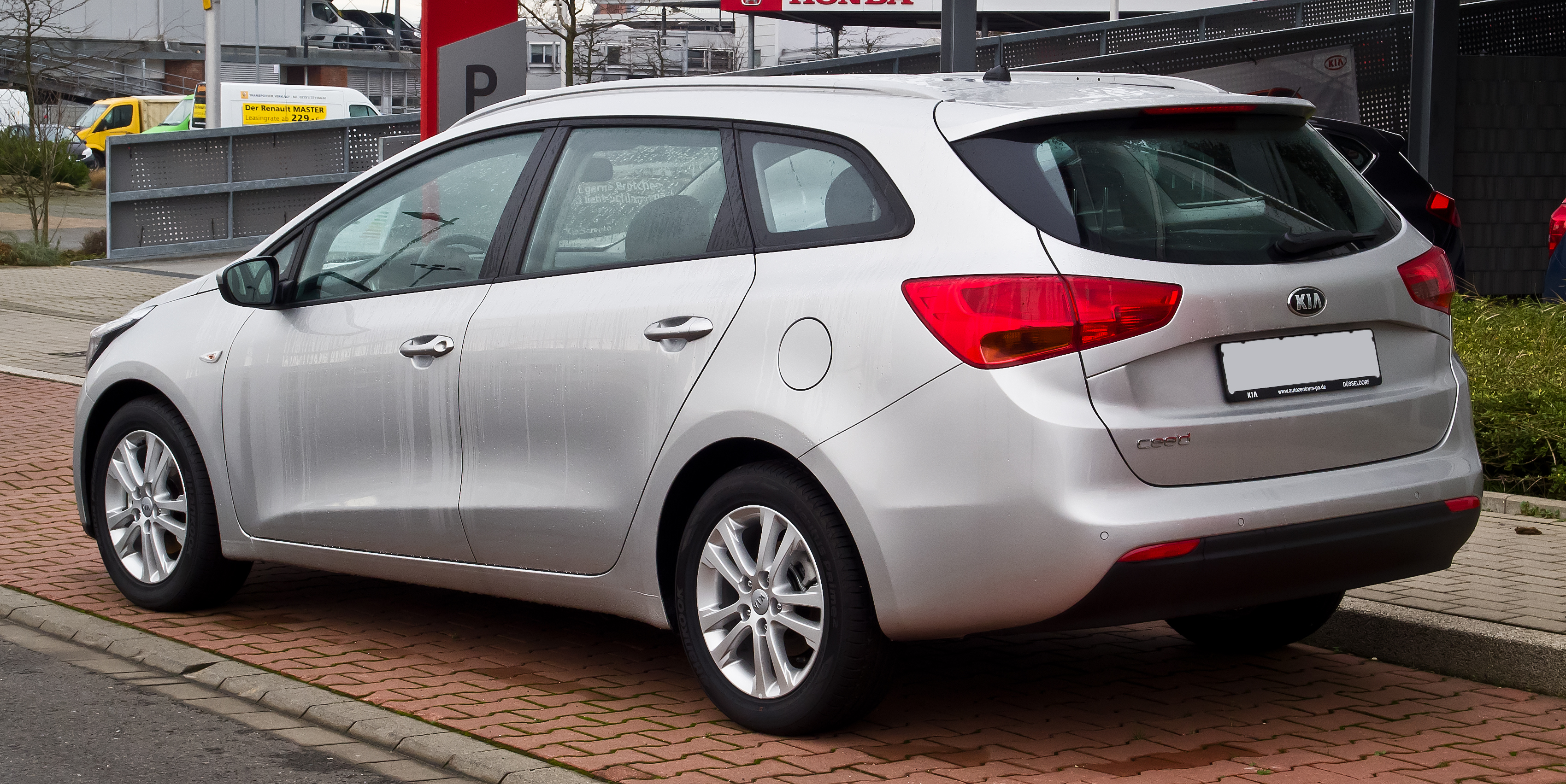
Una Kia Cee'd SW EU

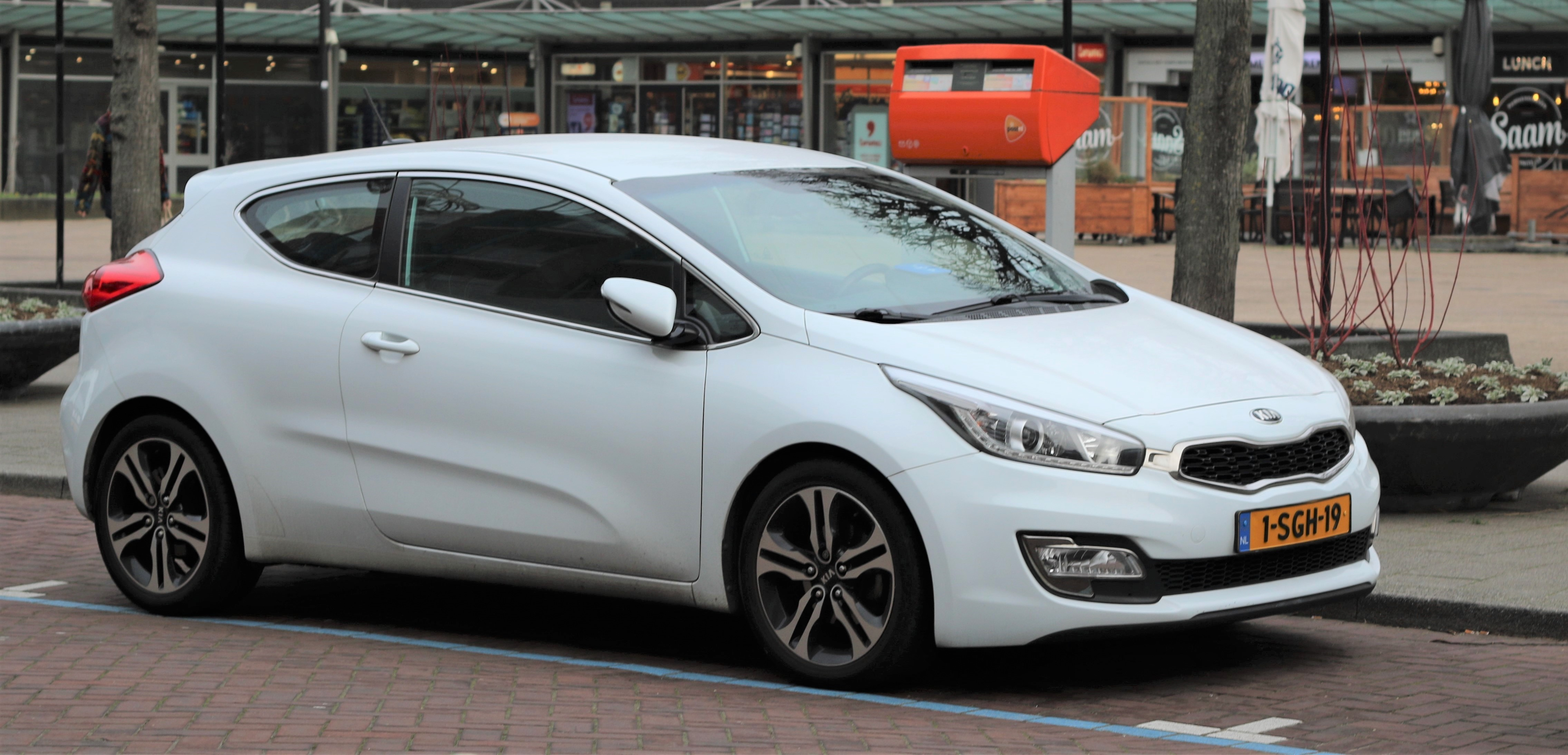
Una Kia Pro Cee'd EU

La Cee'd di seconda generazione è stata disegnata da Peter Schreyer, capo del design del marchio Kia presso il centro stile europeo con sede a Rüsselsheim in Germania. La vettura si riconosce subito per l'adozione del nuovo family feeling introdotto dalla casa caratterizzato da linee tese e muscolose con carrozzeria slanciata e sportiva. Il frontale viene caratterizzato dalla mascherina Tiger Nose con bordi cromati e sui modelli di punta con rifiniture imbrunite, i grandi fari dalla forma trapezoidale risalgono lungo il cofano e integrano le luci diurne a LED sui modelli di punta, i fendinebbia posti agli estremi del paraurti sono stati posizionati all'interno di un elemento cromati dalla forma quasi triangolare che rende l'aspetto più elegante mentre una presa d'aria nel paraurti migliora l'aerodinamica della vettura (infatti il coefficiente di resistenza aerodinamica è stato ridotto fino al valore di 0,30). Il frontale basso è stato disegnato secondo la normativa europea per limitare i danni in caso d'investimento pedone. Il frontale dei modelli 5 porte e station wagon è lo stesso, la Pro Cee'd 3 porte invece possiede paraurti anteriori specifici più sportivi con la calandra più spigolosa che si raccorda ai fari anteriori, prese d'aria più ampie e fendinebbia dalla forma a parallelepipedo con elementi cromati posti agli estremi.
Le fiancata della Cee'd 5 porte possiede la vetratura che risale lungo il montante C con cromature lungo i bordi, nella parte bassa delle portiere è presente una nervatura che risale lungo i passaruota, gli specchietti retrovisori integrano sui modelli di punta anche gli indicatori laterali di direzione. Anche la station wagon possiede uno stile simile al modello 5 porte con il terzo finestrino però meno inclinato rispetto alla 5 porte per garantire maggiore visibilità. La Pro Cee'd invece possiede una fiancata più sportiva con la nervatura nella parte bassa più marcata e vetratura più piccola e inclinata per rendere l'aspetto più sportivo.

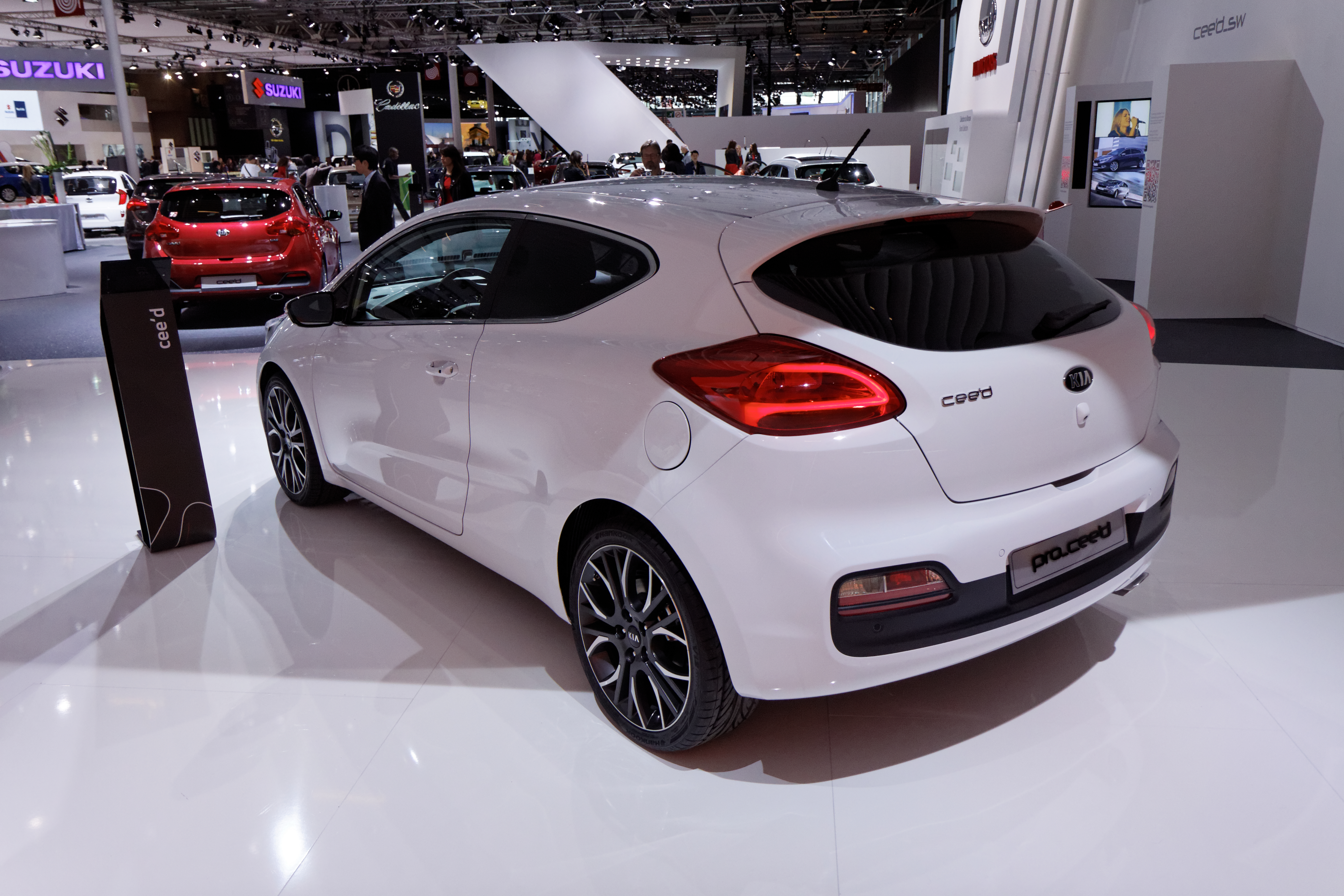
Vista posteriore di una Kia Pro Cee'd

La coda della Cee'd viene caratterizzata da un lunotto di piccole dimensioni e dei grandi fanali a goccia a LED che sulla versione station wagon possiedono una forma quasi triangolare. La targa nella versione 5 porte è stata spostata sul paraurti, quest'ultimo possiede un design sportivo grazie alle ampie prese d'aria presenti agli esterni, sul portellone è applicato il marchio della casa con al di sotto presente l'obiettivo della telecamera posteriore di parcheggio (se presente perché la casa la propone a pagamento). La station wagon possiede il portellone molto più ampio con la soglia di carico bassa, la targa è alloggiata sul portellone, il paraurti invece è più classico ed è privo delle prese d'aria presenti sulla versione 5 porte; presenta solo un fascione in plastica grezzo nella parte inferiore. La Pro Cee'd invece avendo un'impostazione sportiva possiede il lunotto e il portellone più inclinati rispetto alla 5 porte, i paraurti possiedono prese d'aria più grandi e i fari a LED possiedono una forma romboidale.
L'abitacolo è configurato per trasportare cinque persone con un bagagliaio che possiede un volume minimo di 380 litri che salgono a 1.318 litri nella versione 5 porte mentre la station possiede un baule da 528 litri che salgono a 1.642 con il divano posteriore reclinato. La plancia possiede uno stile arrotondato con la strumentazione dalla forma a “binocolo” composta da tre quadranti con computer di bordo nella parte centrale e sistema Supervision Cluster che autoregola la luminosità della strumentazione. Inoltre lo schermo del computer di bordo indica anche quando cambiare i rapporti del cambio. I tre quadranti del cruscotto sono coperti da una vasta palpebra che si estende fino alla parte centrale della plancia che integra il sistema multimediale composta dall'autoradio oppure dal navigatore satellitare con schermo touch screen da 7", nella parte superiore sono presenti le bocchette d'aerazione del climatizzatore, più in basso invece sono stati posizionati i comandi del climatizzatore e un vano portaoggetti dove sono presenti le prese USB e gli ingressi Aux e il connettore per iPod oltre all'accendisigari. I modelli di punta dispongono anche dell'avviamento a pulsante e le rifiniture nero lucide denominate “Piano Black”. Anche sul volante sono disponibili le rifiniture nero lucido, per i passeggeri posteriori invece la casa offre sui modelli di punta le bocchette d'aerazione centrali. La Pro Cee'd possiede delle rifiniture specifiche e dei sedili più sportivi, la plancia però resta la stessa dei modelli 5 porte e station wagon. Il tetto panoramico apribile viene offerto a pagamento ed è in grado di filtrare il 99% dei raggi UV.

### La dinamica
La seconda generazione di Cee'd utilizza la medesima piattaforma del modello Hyundai i30 seconda serie (GD): si tratta di un'evoluzione della precedente piattaforma di segmento C utilizzata dalla prima serie di Cee'd pesantemente modificata all'avantreno per accogliere le nuove motorizzazioni benzina e diesel e il nuovo gruppo di trasmissioni (viene introdotto per la prima volta su una Kia il nuovo cambio a doppia frizione a sei rapporti DCT e un nuovo automatico sequenziale a sei rapporti), inoltre anche il retrotreno è stato riprogettato con l'adozione del nuovo schema Multilink più leggero rispetto al medesimo schema utilizzato dalla vecchia serie. Il passo misura 2,650 metri sia per le versioni 3/5 porte che per la station wagon, le sospensioni anteriori utilizzano il precedente schema MacPherson a ruote indipendenti ma con barra stabilizzatrice più grande, quelle posteriori sono di tipo a bracci multipli realizzati in acciaio e alluminio con barra stabilizzatrice. La trazione è anteriore su tutte e versioni con motore in posizione anteriore-trasversale. L'impianto frenante sfrutta quattro dischi con gli anteriori auto ventilati e ammortizzatori idraulici. Debutta anche il sistema Fleex Steer che permette di selezionare tre modalità di risposta del servosterzo per avere differenti stili di guida: Normal è la modalità standard, Sport rende lo sterzo più rigido e preciso e Comfort più leggero per i parcheggi.
La carrozzeria viene realizzata con pannelli di torsione in acciaio completamente interconnessi con la struttura dell'auto e montante centrale in acciaio alto resistenziale stampato a caldo. La struttura dell'auto è stata progettata in modo deformarsi a stadi in caso d'impatto formando una gabbia protettiva per l'abitacolo. Sempre in caso d'impatto i fari anteriori sono collassabili, il cofano possiede dei supporti cedibili e i paraurti anteriori sono più rigidi nella parte inferiore.
La Cee'd dispone di sei airbag (due frontali, due laterali anteriori e due a tendina che proteggono sia i passeggeri anteriori che quelli posteriori) e poggiatesta anteriori attivi anti colpo di frusta oltre al sistema anti bloccaggio delle ruote motrici (ABS) con ripartitore elettronico di frenata di emergenza (BAS), il controllo elettronico della stabilità ESP e della trazione TCS, sistema VSM che governa la stabilità del veicolo, controllo per le partenze in salita (HAC), attivazione automatica delle luci di emergenza (ESS) e fendinebbia. Oltre a questi sono disponibili sui modelli di punta dispositivi di sicurezza come il freno di stazionamento elettrico a pulsante, il sistema segnalatore superamento linee di carreggiata (LDWS) attivo sopra i 60 km/h, sensore pressione pneumatici, fari diurni a LED, proiettori orientabili in curva e sistema Supervision Cluster.
La Cee'd viene sottoposta ai crash test dell'Euro NCAP nel 2012 ottenendo il punteggio complessivo di 5 stelle; nello specifico la vettura secondo l'ente garantisce una protezione per gli adulti pari all'89%, protezione bambini dell'88%, investimento pedoni del 61% e dotazioni di accessori di sicurezza pari all'86%.

### Versioni e allestimenti

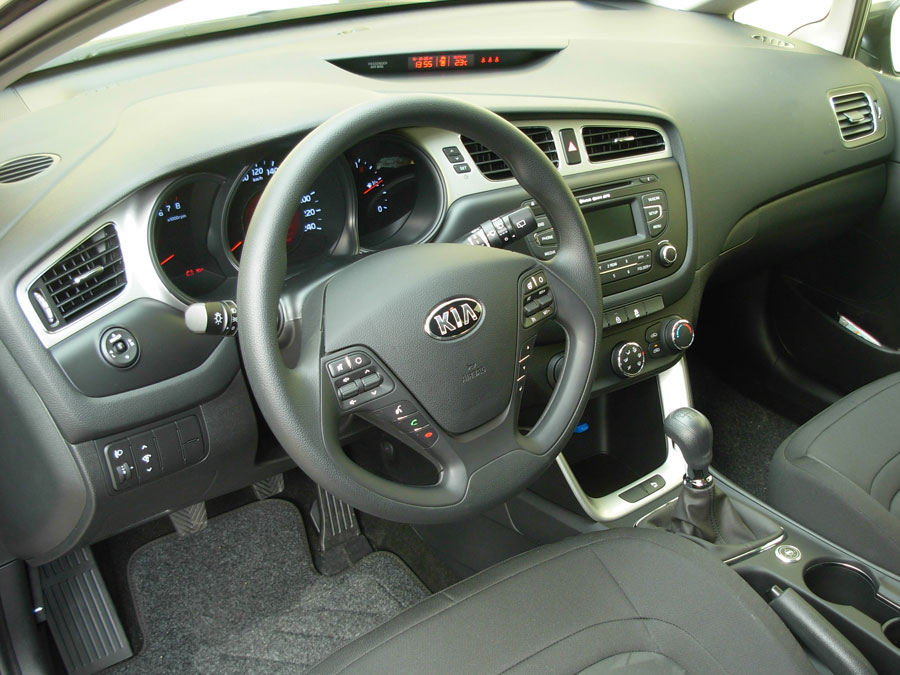
Interno di una Cee'd con allestimento Active

La gamma della Cee'd è composta da quattro allestimenti: Active, Cool, Class e il modello di punta Platinum. La versione Active viene proposta con le motorizzazioni 1.4 benzina, 1.4 bi-fuel a gas e 1.4 CRDi diesel. Propone di serie sei airbag, ABS con controllo di stabilità ESP, controllo trazione, assistenza alle partenze in salita, sistema VSS e frenata assistita, vetri elettrici anteriori, cerchi da 16'’ in acciaio, chiusura centralizzata con telecomando, cinture di sicurezza anteriori regolabili in altezza, climatizzatore manuale, fendinebbia, poggiatesta anteriori attivi, autoradio CD ed MP3 con ingresso Aux e USB più ingresso per iPod, volante regolabile in altezza e profondità, retrovisori regolabili e riscaldabili elettricamente, spoiler posteriore con tubo di scarico cromato, kit gonfiaggio pneumatici, vano portaoggetti di fronte al passeggero refrigerato e computer di bordo con indicatore di cambio marcia.
La Cool proposta con i motori 1.4 benzina, 1.4 bi-fuel, e con i diesel 1.4 e 1.6 CRDI; aggiunge i vetri elettrici posteriori, cerchi in lega da 16'’, vetri posteriori oscurati e volante con pomello cambio in pelle.
La Class è l'unica versione disponibile con tutte le motorizzazioni e aggiunge alla dotazione della Cool le cromature esterne, calandra frontale imbrunita, retrovisori con indicatori di direzione integrati, cerchi in lega da 17'’ (solo sulle motorizzazioni 1.6 GDI e 1.6 CRDI da 128 cavalli), clima automatico bizona, cruise control, sistema Flex Steer, comandi audio al volante, fari anteriori auto adattativi in curva, luci diurne a LED, finiture “Piano Black” con sedili sportivi e pannelli delle portiere in pelle, vivavoce bluetooth e sensori di parcheggio posteriori.
La versione di punta Platinum invece è disponibile solo con i motori più potenti ovvero il 1.6 GDI benzina e il 1.6 CRDI da 128 cavalli diesel; aggiungeva alla dotazione della Class il bracciolo posteriore, sedili in pelle, il cambio automatico a sei rapporti con comandi al volante (a doppia frizione sulla 1.6 GDI, tradizionale con convertitore sulla 1.6 CRDI diesel), pedaliera sportiva in alluminio, sedili anteriori regolabili con quello guida elettricamente e volante riscaldabile.
Soltanto come optional la casa offre la vernice metallizzata o perlata e solo su alcune versioni il tetto apribile e il navigatore satellitare con schermo touchscreen da 7'’ e videocamera di parcheggio. Oltre a questi sono disponibili alcuni pacchetti di accessori come il Convenience che comprende sensori di parcheggio, bluetooth, Flex Steer e cruse control, il pacchetto Comfort che comprende il Supervision Cluster, freno a mano elettrico e diffusori d'aerazione posteriore, il Technology con sistema di superamento linee carreggiata, avviamento a pausante con Smart Key, sensore luce e pioggia e sistema di parcheggio guidato e solo sulla versione station wagon il pacchetto Traveller con sensore pressione pneumatici, organizer nel vano bagagli e presa da 12V nel baule.

### Motorizzazioni
La gamma motori benzina è composta dagli stessi propulsori utilizzati dalla sorella Hyundai i30: il propulsore più piccolo è il 1.4 Gamma, quattro cilindri e sedici valvole con blocco e testata in alluminio, iniezione elettronica multipoint e fasatura variabile erogante 100 cavalli e abbinato a una nuova trasmissione manuale a sei rapporti. La coppia massima è di 137 N m a 4.200 giri al minuto. La velocità massima con questo motore è di 182 km/h, lo scatto 0–100 km/h dichiarato è di 12,8 secondi con consumo di 16,4 km/l ed emissioni pari a 143 g/km. La versione station wagon possiede delle prestazioni e dei consumi leggermente peggiori a causa del peso maggiore della carrozzeria. Il motore 1.4 è omologato Euro 5.
Il motore 1.4 è disponibile anche nella versione bi-fuel a doppia alimentazione benzina e GPL che possiede emissioni ridotte fino a 130 grammi al km di anidride carbonica, 180 km/h di velocità massima e 98 cavalli di potenza massima nel funzionamento a GPL; nel funzionamento a benzina i dati sono gli stessi della versione tradizionale. La versione bi-fuel viene prodotta solo con carrozzeria 5 porte.
Al top di gamma viene introdotto il nuovo 1.6 Gamma GDI a iniezione diretta di benzina, omologato Euro 5, che eroga 135 cavalli e 165 Nm di coppia massima a 4.850 giri al minuto. Il 1.6 GDI è abbinato esclusivamente alla nuova trasmissione robotizzata a doppia frizione DCT a sei rapporti mentre all'estero viene proposto anche con cambio manuale a sei rapporti. La velocità massima con questo motore è di 195 km/h, 9,9 secondi per lo scatto 0–100 km/h e consumo medio dichiarato di 16,4 km/l. Le emissioni di anidride carbonica sono di 140 g/km nel ciclo misto. La station wagon possiede prestazioni leggermente peggiori rispetto alla 5 porte.
La gamma di motori diesel è composta dai propulsori CRDI che fanno parte della famiglia motoristica U2: questi motori possiedono basamento in ghisa e testata in alluminio con iniezione diretta common rail e distribuzione a quattro valvole per cilindro (sedici valvole in totale) ed è di serie il filtro antiparticolato; omologati Euro 5 il più piccolo diesel è il 1.4 CRDI erogante 90 cavalli e di 220 N m di coppia massima a 1.500 giri al minuto. La velocità massima dichiarata è di 170 km/h, lo scatto 0–100 km/h viene coperto in 13,7 e il consumo dichiarato è pari a 23,3 km/l con emissioni di anidride carbonica contenute in 114 grammi al km nel ciclo misto. Il 1.4 è abbinato al cambio manuale a sei rapporti ed è disponibile anche con il pacchetto EcoDynamics che comprende il dispositivo Stop&Start ISG e pneumatici a basso rotolamento 195/65R15 con cerchi da 15" in acciaio: invariate le prestazioni mentre i consumi scendono fino a 25,0 km/l mentre le emissioni scendono a 105 g/km di anidride carbonica.
Accanto al 1.4 è disponibile il più grande 1.6 CRDI da 110 cavalli con turbina a geometria variabile abbinato a un cambio manuale a sei rapporti oppure automatico sequenziale con convertitore di coppia sempre a sei rapporti; le caratteristiche sono le stesse del 1.4, a migliorare sono le prestazioni. La coppia sale a 260 Nm a 1.900 giri al minuto, la velocità massima è di 185 km/h per la manuale e 180 km/h per l'automatica, lo scatto da 0–100 km/h avviene in 11,5 secondi per la manuale e in 12,0 secondi per l'automatica. Il consumo è più basso rispetto al 1.4 CRDI, la casa infatti dichiara ovvero 24,4 km/l nel ciclo misto per la versione a cambio manuale e 18,2 km/l per la versione automatica. Le emissioni sono di 108 g/km di anidride carbonica per la manuale ma salgono a 145 g/km col cambio automatico. Inoltre la versione manuale è disponibile anche col pacchetto EcoDynamics che vede i consumi scendere fino a 27,0 km/l e le emissioni si riducono a 97 g/km di anidride carbonica.

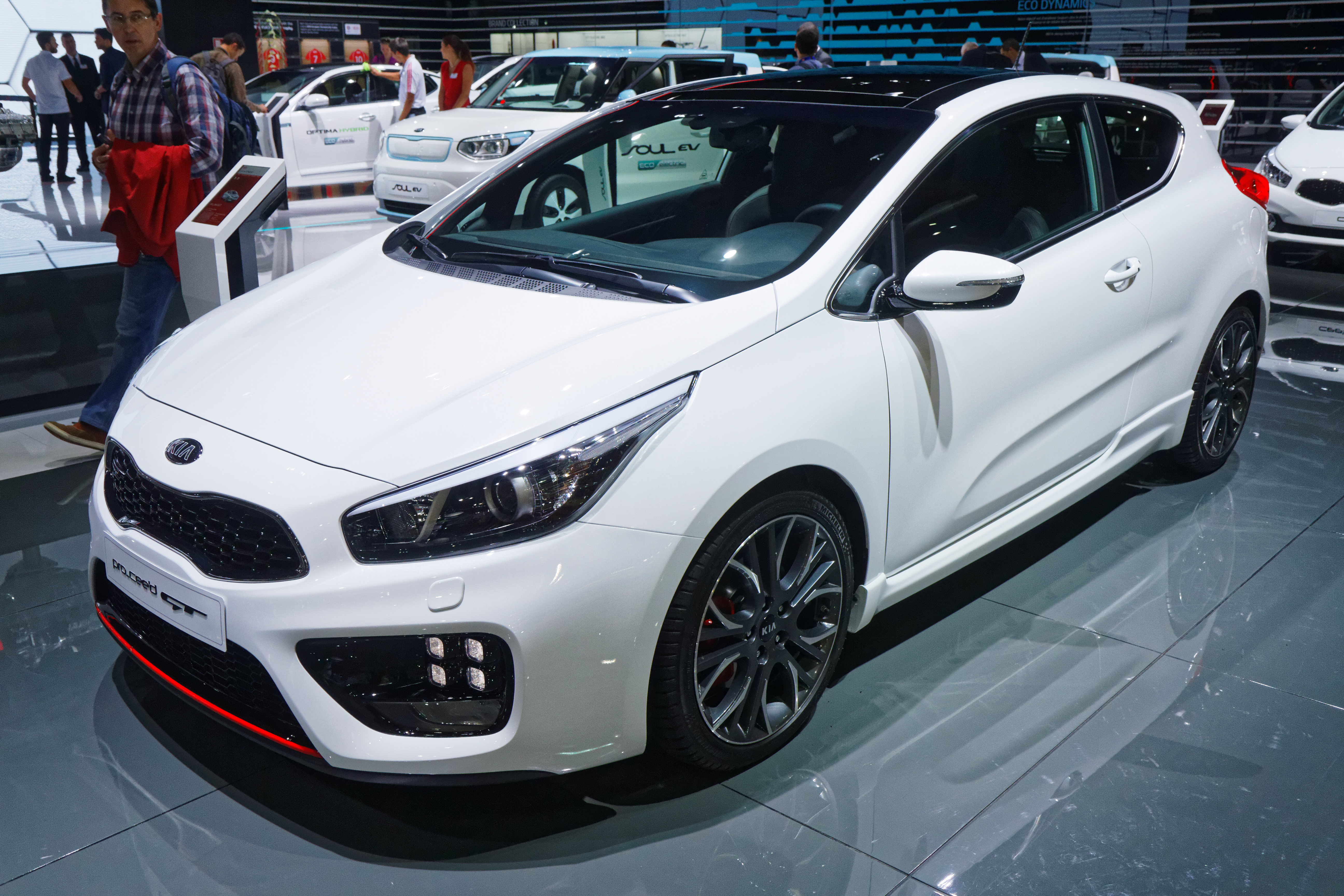
Una Kia Pro-Cee'd GT

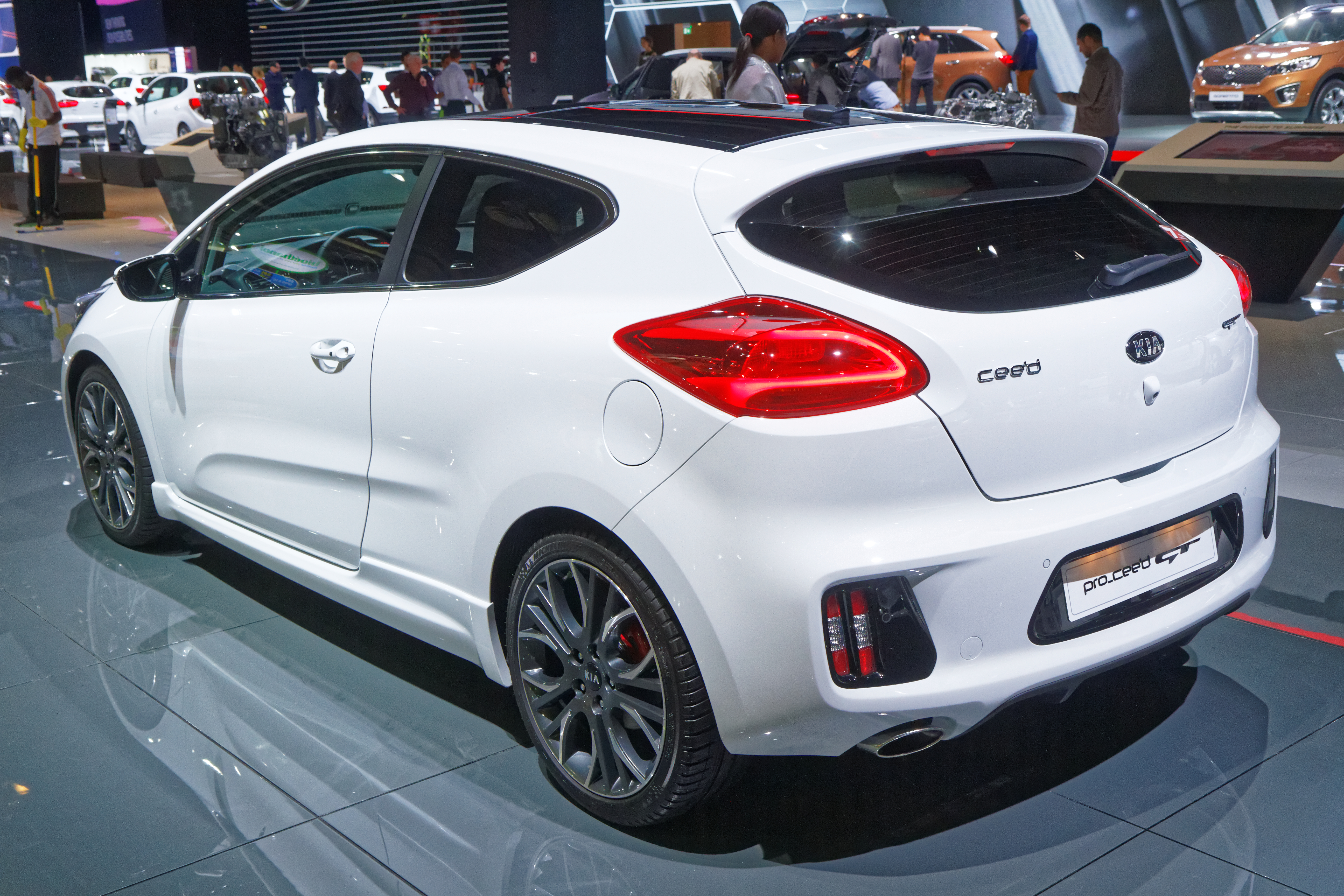
Vista posteriore

Il diesel più potente è il 1.6 CRDI nella versione da 128 cavalli che già veniva offerto sulla precedente generazione; sotto il cofano della nuova Cee'd è stato rivisto ed eroga una coppia massima di 260 Nm di coppia massima erogata a 1.900 giri al minuto e viene abbinato a un cambio manuale a sei rapporti oppure a un automatico sequenziale sempre a sei rapporti. La velocità massima dichiarata è di 197 km/h per la manuale e di 190 km/h per l'automatica, lo scatto da 0 a 100 km/h avviene in 10,9 secondi (11,2 l'automatica) e il consumo medio che dichiara la casa è pari a 23,3 km/l con la trasmissione manuale e di 18,2 km/l con la trasmissione automatica. Le emissioni dichiarate sono pari a 114 g/km di anidride carbonica per la manuale e di 145 g/km per l'automatica. La versione da 128 cavalli non è disponibile col pacchetto EcoDynamics.
Nel 2013 viene presentata la serie limitata Kia Pro Cee'd GT, mossa dal motore 1.6 GDI da 204 CV.
Una versione sportiva con paraurti specifici, unico motore, unico allestimento e persino unico colore, cerchi in lega da 18 bruniti, freni a disco autolivellanti e pinze freni rosse, fregio rosso sotto il paraurti, simile a quello della Golf GTI, tra le sue concorrenti.
Internamente ci sono sedili sportivi Recaro in pelle nera e cuciture rosse.
| Modello                          | Disponibilità | Motore                           | Cilindrata cm³ | Potenza          | Coppia max              | Emissioni CO2 (g/Km) | 0–100 km/h (secondi) | Velocità max (Km/h) | Consumo medio (Km/l) |
| 1.4 16V manuale                  | dal debutto   | 4 cilindri in linea, Benzina     | 1.396          | 73,2 kW (100 CV) | 137 N·m @4.200 giri/min | 143                  | 12,8                 | 182                 | 16,4                 |
| 1.4 16V Bi-fuel GPL manuale      | dal debutto   | 4 cilindri in linea, Benzina-GPL | 1.396          | 72 kW (98 CV)    | 137 N·m @4.200 giri/min | 130                  | 12,8                 | 180                 | 12,3                 |
| 1.6 GDI 16V manuale              | non importata | 4 cilindri in linea, Benzina     | 1.591          | 99 kW (135 CV)   | 165 N·m @4.200 giri/min | 140                  | 9,9                  | 195                 | 16,4                 |
| 1.6 GDI 16V automatica DCT       | dal debutto   | 4 cilindri in linea, Benzina     | 1.591          | 99 kW (135 CV)   | 165 N·m @4.200 giri/min | 140                  | 9,9                  | 195                 | 16,4                 |
| 1.4 CRDI 90 manuale              | dal debutto   | 4 cilindri in linea, Diesel      | 1.396          | 66 kW (90 CV)    | 220 N·m @1.500 giri/min | 114                  | 13,7                 | 170                 | 23,3                 |
| 1.4 CRDI 90 EcoDynamics manuale  | dal debutto   | 4 cilindri in linea, Diesel      | 1.396          | 66 kW (90 CV)    | 220 N·m @1.500 giri/min | 105                  | 13,7                 | 170                 | 25,0                 |
| 1.6 CRDI 110 manuale             | dal debutto   | 4 cilindri in linea, Diesel      | 1.582          | 81 kW (110 CV)   | 260 N·m @1.900 giri/min | 108                  | 11,5                 | 182                 | 24,4                 |
| 1.6 CRDI 110 automatica          | dal debutto   | 4 cilindri in linea, Diesel      | 1.582          | 81 kW (110 CV)   | 260 N·m @1.900 giri/min | 145                  | 12,0                 | 180                 | 18,2                 |
| 1.6 CRDI 110 EcoDynamics manuale | dal debutto   | 4 cilindri in linea, Diesel      | 1.582          | 81 kW (110 CV)   | 260 N·m @1.900 giri/min | 97                   | 11,5                 | 184                 | 27,0                 |
| 1.6 CRDI 128 manuale             | dal debutto   | 4 cilindri in linea, Diesel      | 1.582          | 94 kW (128 CV)   | 260 N·m @1.900 giri/min | 114                  | 10,9                 | 197                 | 23,3                 |
| 1.6 CRDI 128 automatica          | dal debutto   | 4 cilindri in linea, Diesel      | 1.582          | 94 kW (128 CV)   | 260 N·m @1.900 giri/min | 145                  | 11,2                 | 190                 | 18,2                 |

## Terza serie (dal 2018)

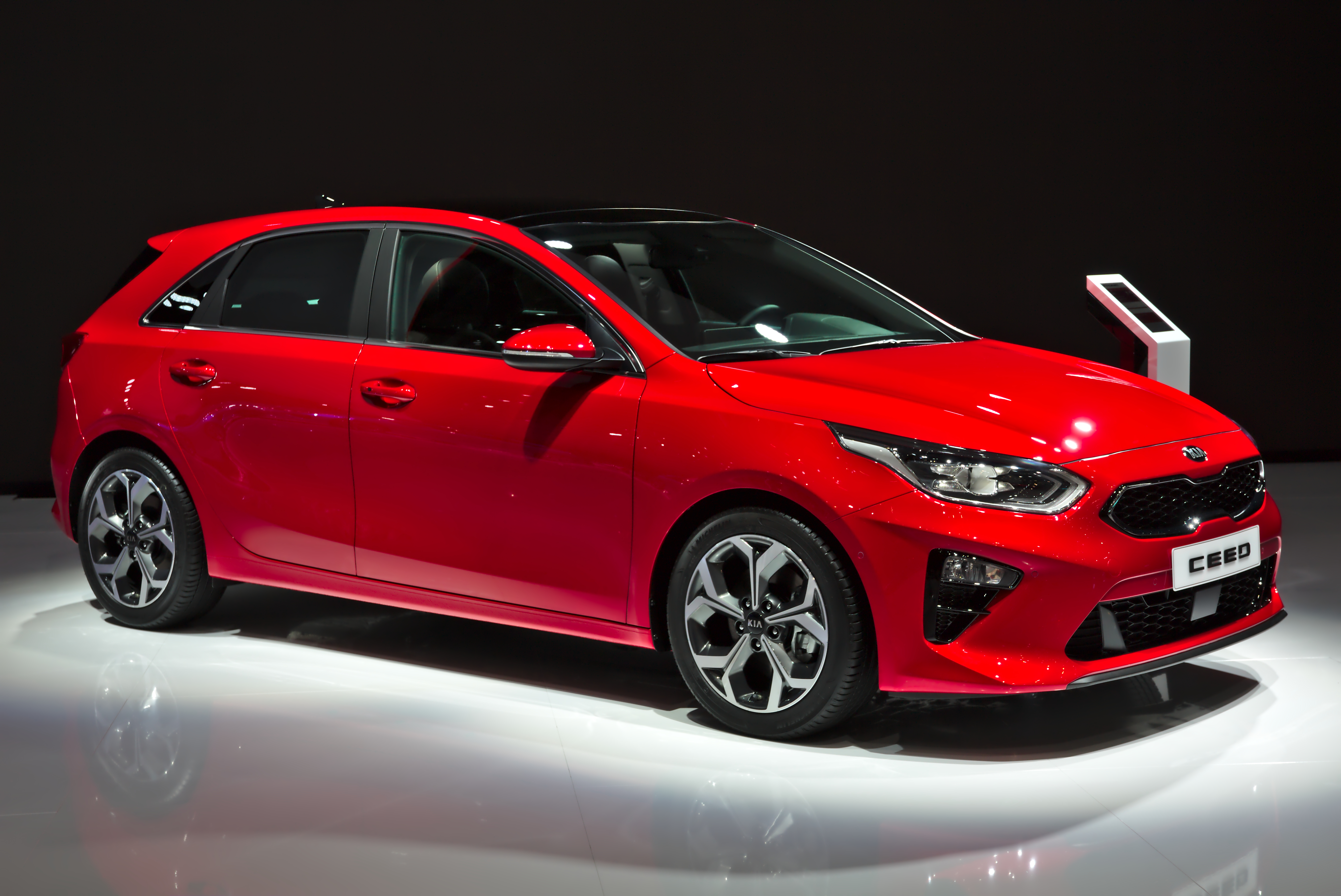
Una Kia Ceed

La terza serie della vettura (ora denominata Ceed senza l'apostrofo) è stata presentata al Salone dell'automobile di Ginevra 2018 e le vendite sono iniziate nell'autunno dello stesso anno.